# ナイラ (オーバーフランケン)
ナイラ (ドイツ語: Naila, ドイツ語発音: [ˈna‿ila]) は、ドイツ連邦共和国バイエルン州オーバーフランケン行政管区ホーフ郡に属す市。ホーフ市の北約18km、バイエルン州最北部のフランケンヴァルトの中に位置している。ナイラは、1454年に都市権を得て、1972年まではナイラ郡の郡庁所在地であった。1993年中級中心都市に指定されている。

## 地理

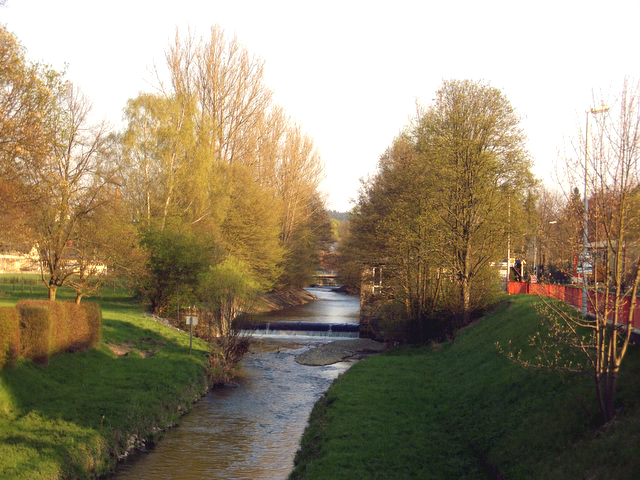
ナイラを流れるゼルビッツ川

ナイラは、フランケンヴァルト東部のゼルビッツ川沿いに位置している。ナイラ駅の標高は、海抜501m。最も高い場所はデプラベルクへの登山路沿いのデプラシュテッケン付近で710m、最も低い場所は、ヘレンタールの入り口にあたるゼルビッツ川付近で488mである。

### 市の構成
ナイラ市は、公式は 37の地区 (Ort) からなる。このうち孤立農場などを除く集落を以下に列記する。
| - ブラント - クルミッツ - クルミッツハンマー - ヘレ - クラインシュミーデン | - リッペルツグリュン - マーレスロイト - マルクスグリュン - ナイラ - ナイラ＝フロシュグリュン |

これらは6つの地区に分類される。ナイラ地区自身の他、南西にクルミッツ、リッペルツグリュン、マーレスロイト、北のゼルビッツ渓谷にはマルクスグリュンとヘレの各地区がある。

### 土地利用
ナイラの市全体の面積、37.05 km2のうち、19.22 km2が農業の耕作地、1.69 km2が公共の交通用地、13.7 km2が森林、0.22 km2が水域、0.1 km2が公園・緑地で、0.065 km2が未開墾の工業用地である。

### 隣接する市町村
- ゼルビッツ
- シャウエンシュタイン
- シュヴァルツェンバッハ・アム・ヴァルト
- バート・シュテーベン
- リヒテンベルク
- イシガウ
- ベルク

## 歴史

### 古代
ナイラ周辺地域に最初に住み着いたのは、確実に証明されてはいないものの、ケルト人であったと推測されている。根拠はその地名にあり、ケムルスとかマルレスロイトといった地名がケルト起源の言葉だと思われることにある。ナイラ中心部付近から発見された陶片は付着した木炭の放射性炭素年代測定法により紀元600年から900年頃のものと推定された。さらに鉄の鉱滓が発見されており、ゲルマン民族が入植する以前からここの人々が鉄を生産し、生活を築いていたことが示された。紀元850年から1000年頃には、やはり地名の語源から、スラヴ人が住んだと思われるが、その期間は短かったと思われる。
最初にゲルマン民族がこの地方に入植したのは、1000年頃のことと推定される。貴族一門のナイラ家がどのような経緯で築かれたのかは定かでない。初めて記録に遺っているグリュンの領主、ラデッカーとその先祖については解っていない。ナイラで最初に拓かれたのはドライグリュンバッハ川沿いのクルミッツ川との合流点付近であった。そして1200年から1300年頃に第2の大きな入植の波があり、多くの小さな集落が生まれ、集落間のネットワークが生まれた。

### 中世
ナイラは、文献上、1343年のヴァイデの代官の記録に初めて登場する。これによれば1333年からナイラは、バンベルク大司教と別の貴族一門との間で領有について紛争があったようだ。しかし、この記録には、ナイラ(Naila)という名では記されておらず、"Dorf zu Neulins"と記されている。「Dorf」（村）と記されていることから、1343年の段階でかなりの数の人口があったと思われる。1398年にはフロシュグリュンが初めて文献に現れるが、この中でナイラは "droff zum Newlein"と記されている。
1454年、ナイラは、ブランデンブルク＝クルムバッハ辺境伯ヨハン4世によって都市権を授けられた。この時、現在の紋章が作られた。
| 紋章の図柄：左半分は、黒と銀の四分割の市松模様。右半分は、赤地に緑の地面、2本の緑の樹木の間に、緑の木の葉の冠と緑の木の葉の腰巻きをつけた野人が立っており、右手で金色の棍棒を振っている。 |

野人は、歴史家によれば、鉱業の象徴であるという。黒と銀はホーエンツォレルン家（後のブランデンブルク家）のシンボルである。1819年に黒からバイエルンを象徴する青に変更されたが、20世紀の初めに元に戻された。

### 鉱業の発達
1471年に、ナイラに鉱山管理所が設けられたという記録がある。鉱業生産についてはそれ以前から記述があり、1471年は、それが産業として運営開始されたことを確実に証明できる年ということになる。これ以後、ナイラの産業は農業主体から鉱業主体へとシフトして行く。同じ年の10月5日にはバンベルク司教ゲオルクからヴィルヘルム・フォン・ヴィルデンシュタインに、領主権が移譲された。15世紀には鉱業、冶金業が最盛期を迎える。様々な坑道が開発され、銅鉱、鉄鉱は18世紀になって掘り尽くされた。
1632年から1634年にかけてナイラは三十年戦争の戦場となり、何度も攻撃を受け焼き払われた。この損害から経済的復興に向けて鉱山整備を行うための鉱山監督局が1683年に創設された。1716年には142軒の家と8つのツンフトが記録されている。1740年代には、ナイラは再び鉱業生産のピークを迎えた。1765年にゼルビッツ川に大理石の橋が架けられるなど裕福な経済状況がうかがわれる。

### 近代

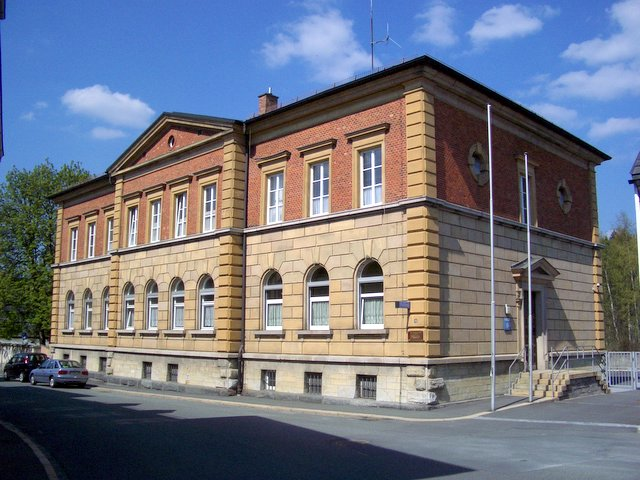
かつての裁判所の建物（1890年建造）。現在は警察監査局が使っている。

1792年、ナイラはプロイセン王国領となったが、これは短期間で終わった。1810年からはバイエルン王国に属し、2年後には地方裁判所が設けられた。1818年に、市長、第三階級市参事会、自治委員会が組織された。1825年に裁判所の建設は完成し、1848年になると郵便窓口が設けられた。こうした一方で、1859年、ナイラの鉱山は、閉鎖の命令を受けた。こうした発展に向けての動きは、1862年8月3日に起きた町の大半を焼き尽くした大火災によりとまる。

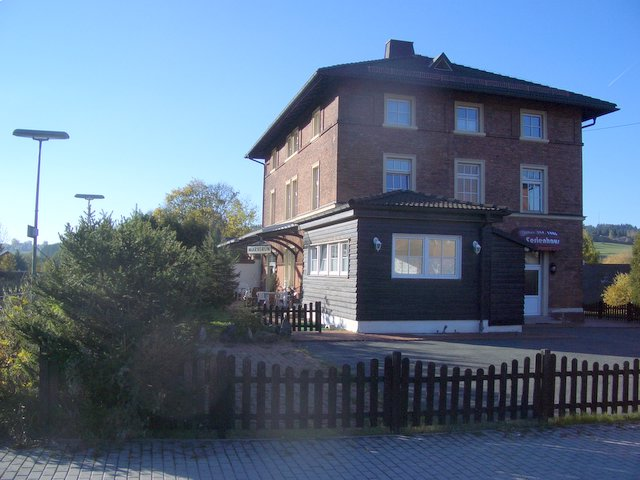
マルクスグリュン駅

しかし、1871年にはすでに現在の福音派教会が落成し、1881年に新しい墓地が整備された。そして、この頃、繊維産業と靴生産が開始された。1887年6月1日、ホーフ - マルクスグリュン（ナイラ北部の地区）間の鉄道路線が開通した。1897年には新聞が発刊され、翌1898年には電話局も操業を開始した。1887年の鉄道開通はナイラの工業化に大いに拍車をかけた。繊維産業や靴製造を中心とした中小企業が大いに興隆した。20世紀への変わり目の時代にナイラ周辺の鉄道網は拡充された。1898年にはホーフからバート・シュテーベンまで鉄道が延長され、1901年になるとさらにヘレンタール鉄道を経由して、テューリンゲンまで鉄道がつながった。1910年にはナイラからシュヴァルツェンバッハ・アム・ヴァルトへ向かう分岐路線も開通した（現在はホーフ - ナイラ - バート・シュテーベン路線のみが運行している）。また、1909年には発電所が完成、20世紀に入ってナイラの社会資本は飛躍的に整備された。

### 2つの世界大戦
| 政党  | 1930年7月31日 | 1930年10月6日 |
| NSDAP | 1,451         | 1,289         |
| SPD   | 594           | 566           |
| KPD   | 439           | 514           |

第一次世界大戦でナイラは130人の死者・行方不明者を出した。その後、1920年にフロシュグリュンが合併され、市域が拡張された。アドルフ・ヒトラーのNSDAPが権力を獲得した1930年の帝国議会選挙でのナイラにおける投票結果は右表の通り。
第二次世界大戦ではアイラは、200人の死者とほぼ同数の行方不明者を出した。1945年4月14日アメリカ軍戦車部隊がリヒテンベルク通りから侵攻し、戦闘を経ることなく町を占領した。この後、ナイラは一時期アメリカ軍の駐屯地となった。

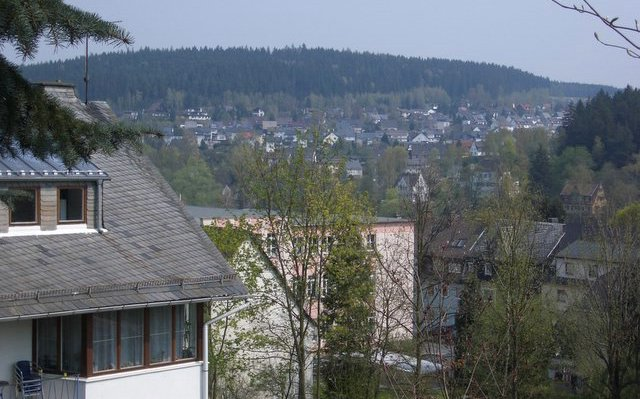
フロシュグリュン地区

### 第二次世界大戦後
東西ドイツ国境が引かれ、テューリンゲンへの重要な交易路が遮断されたが、ナイラの経済は、特に工業部門において、急速な回復を見せた。終戦の2年後にはすでに、繊維機械製造業のLIBAが操業を開始し、繊維業のエンジニアを養成する職業訓練所としても高い評価を得た。
1966年に東西国境付近の領空監視を行う連邦空軍の施設が設けられた。またアメリカ軍と共同でテューリンゲンヴァルトカゼルネという国境警備隊が組織された。この年にはゼルビッツ川の改修も行われ、また市内のクルミッツ川やドライグリュンバッハ川の護岸工事も行われた。ドライグリュンバッハグルントの屋外プールは1969年に完成し、その1年後にはギムナジウムの新しい建物もできあがった。この頃に実施されたバイエルン州の自治体再編によって、ナイラ郡はホーフ郡に合併された。

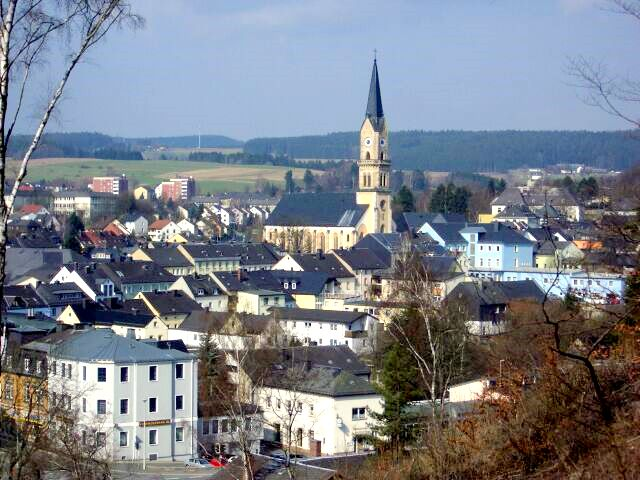
ナイラの町並み

1989年11月9日のドイツ民主共和国の国境開放後は、テューリンゲンからの買い物客のための小売業が発展した。10年間の好況を満喫した後、1890年代のナイラの経済は下り坂に転じる。1991年に、パンダ製靴が操業を停止、1992年にはテューリンゲンヴァルトカゼルネと連邦空軍の領空監視施設が廃止された。1994年にはホーフ - バート・シュテーベン間の貨物輸送、およびシュヴァルツェンバッハ・アム・ヴァルトへの支線が廃止となり、ナイラの操車場も閉鎖された。1996年に市立図書館、1998年にスケートパーク（インラインスケートやBMXのための施設）がオープンするが、1999年には繊維企業のC. Seyfertが経営破綻し、Textilwerk Naila GmbHが事業を引き継いだ。

### 市名の由来
市名の由来については、多くの学者が研究したにもかかわらず、今日もなお解っていない。
古い村の名前としてのナイラには多くのバリエーションが存在する。
- Neulins, Newlins および Newlin (いずれも、1343年から1429年の間にこの順番で登場するが、一部並行して使われている場合もある）
- Neilein (1424年から)
- Neylein (1429年から)
- Neyla (1478年から)
- Naila (1643年から)

これらのバリエーションについて、意味を説明するための仮説がたくさん立てられている。
基本形である"Naila"を古代ドイツ語に由来するものと仮定しても、その意味付けについて以下の諸説がある。
- 「卵形の場所」：古代の元々の地域が卵形あるいは楕円形であったことに由来する。この意味の単語は、EilaまたはEilauと記述されるNは方言によってつけられた。
- 「新しい小さな居住地」：ナイラの最も古い記述が Neulinsであることに注目したもの。「Neu」は「新しい」を意味し、「-lins」、「-lein」あるいはもっと後の記述「-la」でさえ、小さいことを示す接尾変化である。「-la」を小さいものあるいは低いものを表す接尾語として用いることは現代でも一般に行われている用法であり、この解釈は蓋然性の高い説明といえる。
- 「新しい森の居住地」：この場合も、「Neu」は、「新しい」を意味しているとする。「-La」は「Loh」（小さな森）と解釈され、古くは同一の語源を持つと考える。この解釈は実際の地理的な環境に合致している。

この他にスラヴ語由来とする説もあり、以下のような解釈が提示されている。
- "Nahly" が語源。"Nahly"は「傾いたもの」「急斜面の場所」を意味する。
- "Na"と"Glina"の合成語。"Glina"はローム（粘土質の土地）を示し、"Na"は、集会所や宴会場を示す。したがって、ローム質の上の集会所（集落）を意味する。

## 行政

### 市議会
ナイラの市議会は20議席からなる。

### 市長
- 第1市長 フランク・シュトゥムプ (Freie Wählergemeinschaft)
- 第2市長 レナーテ・マクイネス (CSU)
- 第3市長 フリートホルト・シュミット (SPD)

1945年以降の歴代第1市長は以下の通り
| 在職年          | 名前                         |
| --------------- | ---------------------------- |
| 1945年          | ゲオルク・フクマン           |
| 1945年 - 1948年 | ハインリヒ・ラング（シニア） |
| 1948年 - 1952年 | クリスティアン・シュリヒト   |
| 1952年 - 1953年 | ゲオルク・フクマン           |
| 1953年 - 1956年 | カール・オットー・ツァンダー |
| 1956年 - 1959年 | ヒルマー・ヤーン             |
| 1960年 - 1964年 | フリッツ・ヤーン             |
| 1964年 - 1968年 | ハンス・キュンツェル         |
| 1968年 - 1972年 | アルビン・ビショフ           |
| 1972年 - 1996年 | ロベルト・シュトローベル     |
| 1996年 - 2001年 | ハンスユルゲン・ロンマー     |
| 2001年以降      | フランク・シュトゥムプ       |

## 経済
ナイラは、かつては繊維の町であったが、現在ではわずかに残っているに過ぎない。現在、この町の経済を支える柱は、特に再統一後に盛んになった小売業と運輸業である。これに続く経済の中心は、オーバーフランケン地方はどの町もそうなのだが、ビール造りで、この町には3つのビール醸造所がある。
ナイラは、不景気な高地フランケン地方にあって、数少ない例外である。衰退する繊維産業への需要を、運輸業、サービス業、小売業、機械製造業やプラスチック加工業がカバーしている。
ナイラの大手企業を列挙する。
- Spedition Bischoff
- LIBA Maschinenfabrik （繊維機械製造）
- Ontec Automatisierungstechnik
- TLS - Transport Logistik Systeme （運輸業、路線バス運営）
- Rehau AG+Co. - Werk Marlesreuth （プラスチック加工）
- Thierron Fassadensysteme

## 人口推移
現在の市域にあたる地域の人口推移（合併前の該当自治体を含む）は、以下の通り
| - 1840年 - 4,357 - 1871年 - 4,549 - 1900年 - 5,201 - 1925年 - 6,336 - 1939年 - 6,955 | - 1950年 - 10,090 - 1956年 - 9,668 - 1960年 - 9,522 - 1965年 - 9,829 - 1970年 - 9,821 | - 1975年 - 9,631 - 1980年 - 9,217 - 1985年 - 8,675 - 1990年 - 8,893 - 1995年 - 9,037 | - 2000年 - 8,547 - 2005年 - 8,410 |

## 交通

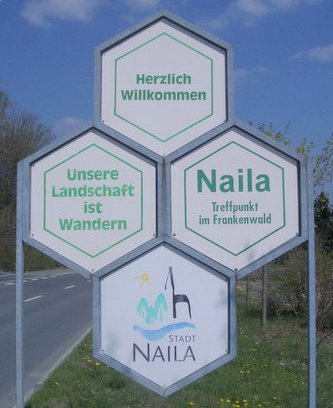
ナイラを知らせる標識

### 道路
ナイラは、連邦道9号線（ベルリン - ミュンヘン）の近くに位置している（出口32 - ナイラ/ゼルビッツ）。ナイラの南を連邦道173号が通っており、東のホーフと西のクローナハを結んでいる。この他に州道や郡道が、ナイラと、北のバート・シュテーベン、北東のベルク、南東のゼルビッツとを結んでいる。

### 鉄道

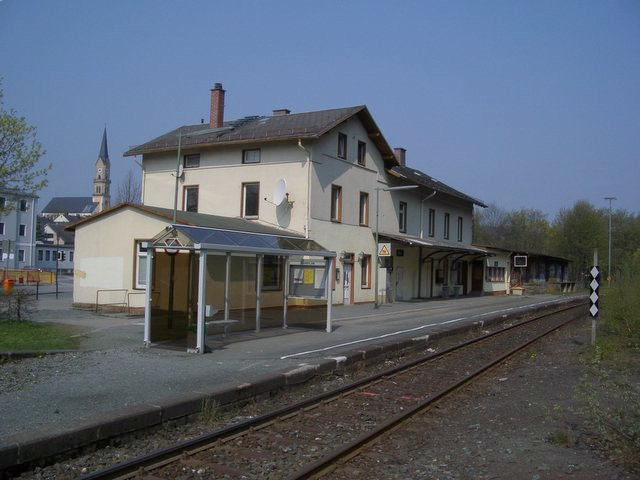
ナイラ駅

鉄道ホーフ - バート・シュテーベン線が、ナイラを通っている。
1945年まで、この鉄道はヘレンタール鉄道を経由して、テューリンゲンのザールフェルトやトリプティスへつながっていた。ナイラの北約12kmの地点に国境が引かれ、ヘレンタール鉄道は遮断されてしまった。テューリンゲンへの鉄道路線は現在も閉鎖されたままである。
この他に、ナイラを起点にしたローカル鉄道ナイラ - シュヴァルツェンバッハ・アム・ヴァルト線が敷設されたが、これも同じく廃線となった。

## レクリエーションと文化

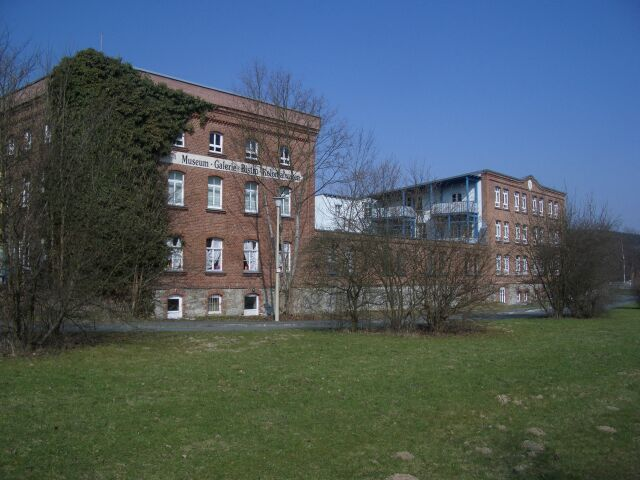
ナイラ博物館

### ナイラ市内
毎年、ルーデルバッハタールのウッドランド・オープン・エアー・フェスティヴァルで開催される春と秋の市は、3つの青年会が共同で組織している。この地域には多くの近郊保養地がある。たとえば、ヘレンタールがそうで、ここでは復活祭前日に Eier walchens（卵転がし）という古くから伝統の習慣がある。ナイラ市内には、ミニゴルフ場、屋外温水プール、スケートパークがあり、フロッシュグリュン公園では、夏期の日曜日には公営の乗車可能なミニ鉄道が設置される。コンサート、展覧会、舞台演劇などもフォーラム・ナイラの主催により、しばしば開催されている。また、フランケンヴェクという遊歩道がナイラを通って延びている。

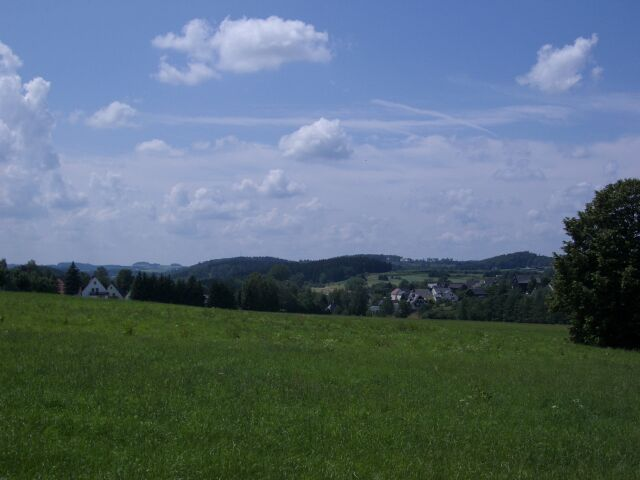
ヘレンタール

### ナイラ近郊
保養地のバート・シュテーベン（約8km北西に位置する）には、サウナ施設やギャンブル場を備えた温泉がある。ナイラのデプラシュテッケン地区やシュヴァルツェンバッハ・アム・ヴァルト（ナイラの南西約8km）では、スキーの滑降やスノーボードを楽しむことができる。この他にナイラの周辺地域には多くのスキーの距離競技施設や遊歩道が整備されている。19世紀の終わりにナイラに設けられたフランケンヴァルト協会の事務所ではさらに多くの情報を入手することができる。

### スポーツ
ナイラには多くのスポーツクラブがあるが、FSVナイラがその最大のものである。このクラブは栄光ある伝統を持つが、現在はホーフ郡クラス2に甘んじている。他には、卓球、テニス、空手、キックボクシング、サッカー、ハンドボール、カンフー、モータースポーツ、ボウリング、スポーツ射撃、弓、ダーツ、陸上競技、トライアスロンなどのクラブがある。

## 宗教

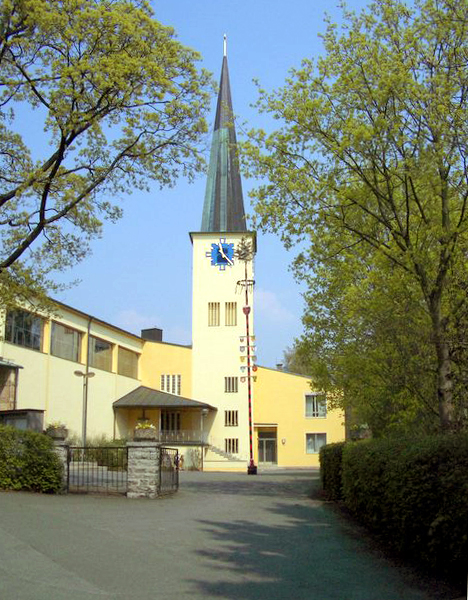
「キリストの変容」教会

マルクト広場に面したルター派の教区教会とローマカトリックの「キリストの変容」教会の他にエホバの証人の集会所やメソジスト教会、新使徒教会などがある。この他にもキリスト教青年会の休日の家、Landeskirchliche GemeinschaftやKreuzbruderschaftなどが存在する。
ナイラは、バイエルンのルター派教会の教区監督の所在地であると同時にカトリックの首席司祭の所在地でもある。福音派のナイラ教区はかつてのナイラ郡の範囲に相当する。

## 人物

### 出身者
- ハンス＝ペーター・フリードリヒ (Hans-Peter Friedrich, 1957年3月10日 - ) ドイツの政治家 (CSU)、ドイツ連邦議会議員。CDU/CSU統一会派議長代理。
- ヘルゲ・リッター (Prof. Dr. Helge Ritter, 1958年3月17日 - ) 医師、数学者。神経情報学領域の業績によるライプニッツ賞受賞者。
- ラインハルト・フェルトラップ (Reinhard Feldrapp, 1951年12月23日 - ) 写真家。

## 引用
1. ↑  https://www.statistikdaten.bayern.de/genesis/online?operation=result&code=12411-003r&leerzeilen=false&language=de Genesis-Online-Datenbank des Bayerischen Landesamtes für Statistik Tabelle 12411-003r Fortschreibung des Bevölkerungsstandes: Gemeinden, Stichtag (Einwohnerzahlen auf Grundlage des Zensus 2011)
2. ↑  Max Mangold, ed (2005). Duden, Aussprachewörterbuch (6 ed.). Dudenverl. p. 573. ISBN 978-3-411-04066-7
3. ↑  Bayerische Landesbibliothek Online